# Обори (Поморське воєводство)
Обори (пол. Obory, нім. Oberfeld) — село в Польщі, у гміні Квідзин Квідзинського повіту Поморського воєводства. Населення — 276 осіб (2011).
У 1975—1998 роках село належало до Ельблонзького воєводства.

## Демографія
Демографічна структура станом на 31 березня 2011 року:
|          | Загалом | Допрацездатний вік | Працездатний вік | Постпрацездатний вік |
| -------- | ------- | ------------------ | ---------------- | -------------------- |
| Чоловіки | 147     | 36                 | 101              | 10                   |
| Жінки    | 129     | 22                 | 84               | 23                   |
| Разом    | 276     | 58                 | 185              | 33                   |